# 크림 슈

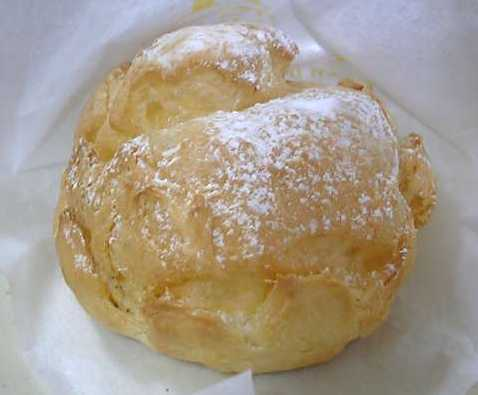
슈

크림 슈(cream+chou, 프랑스어: chou à la crème 슈 아라크렘[*]) 또는 간단히 슈(프랑스어: chou)는 반죽한 밀가루를 얇게 구워낸 다음, 속에 휘저은 크림이나 커스터드 등 크림을 넣어 만든 페이스트리이다.

## 같이 보기
- 크림빵
- 프로피트롤